# أحمق بني

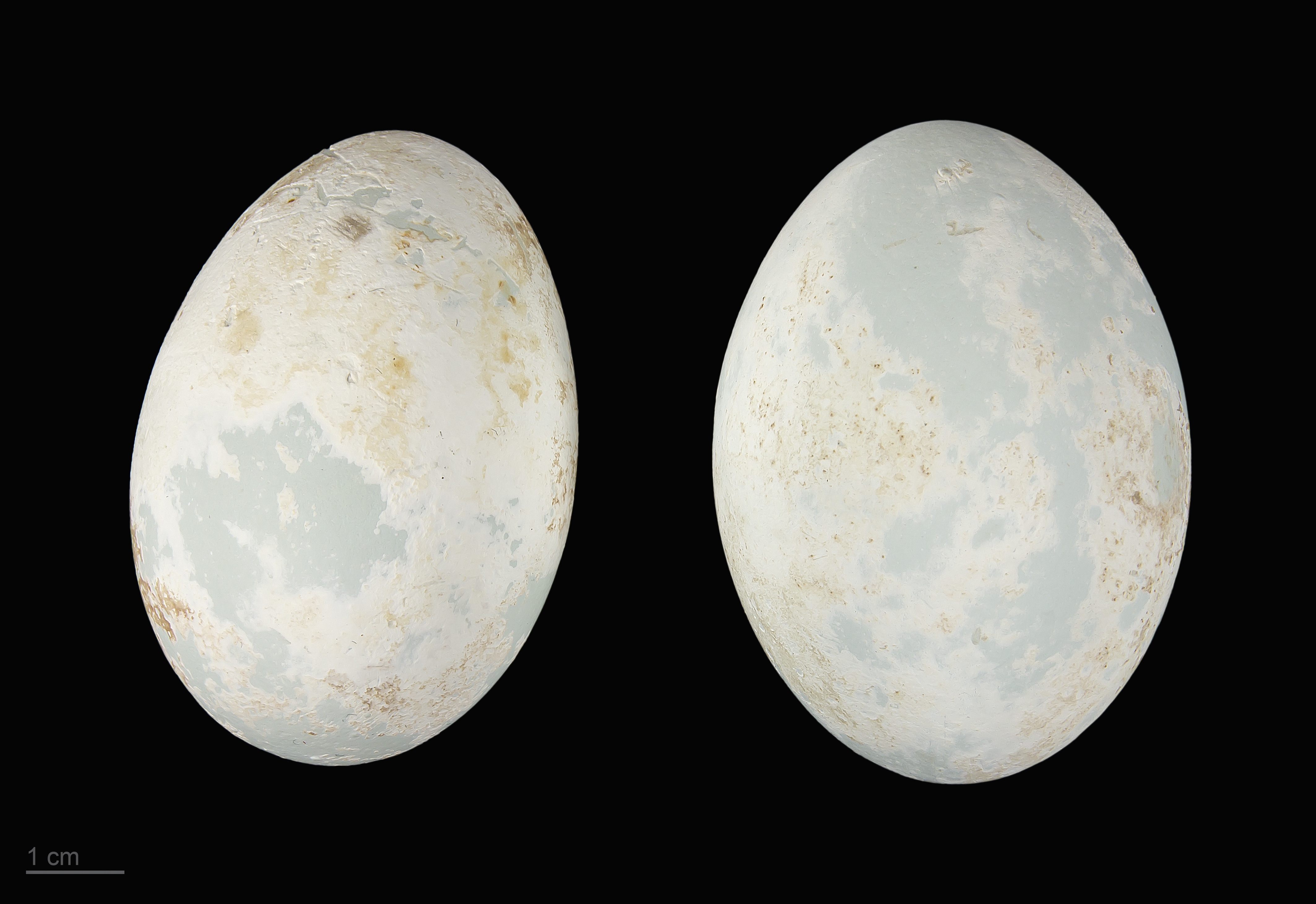
بيضتا أحمق أو أطيش بني

الأحمق البني أو الأطيش البني (الاسم العلمي: Sula  leucogaster) (بالإنجليزية: Brown  Booby)‏ هو طائر ينتمي إلى الأطيش (فصيلة: Sulidae).

## معرض صور

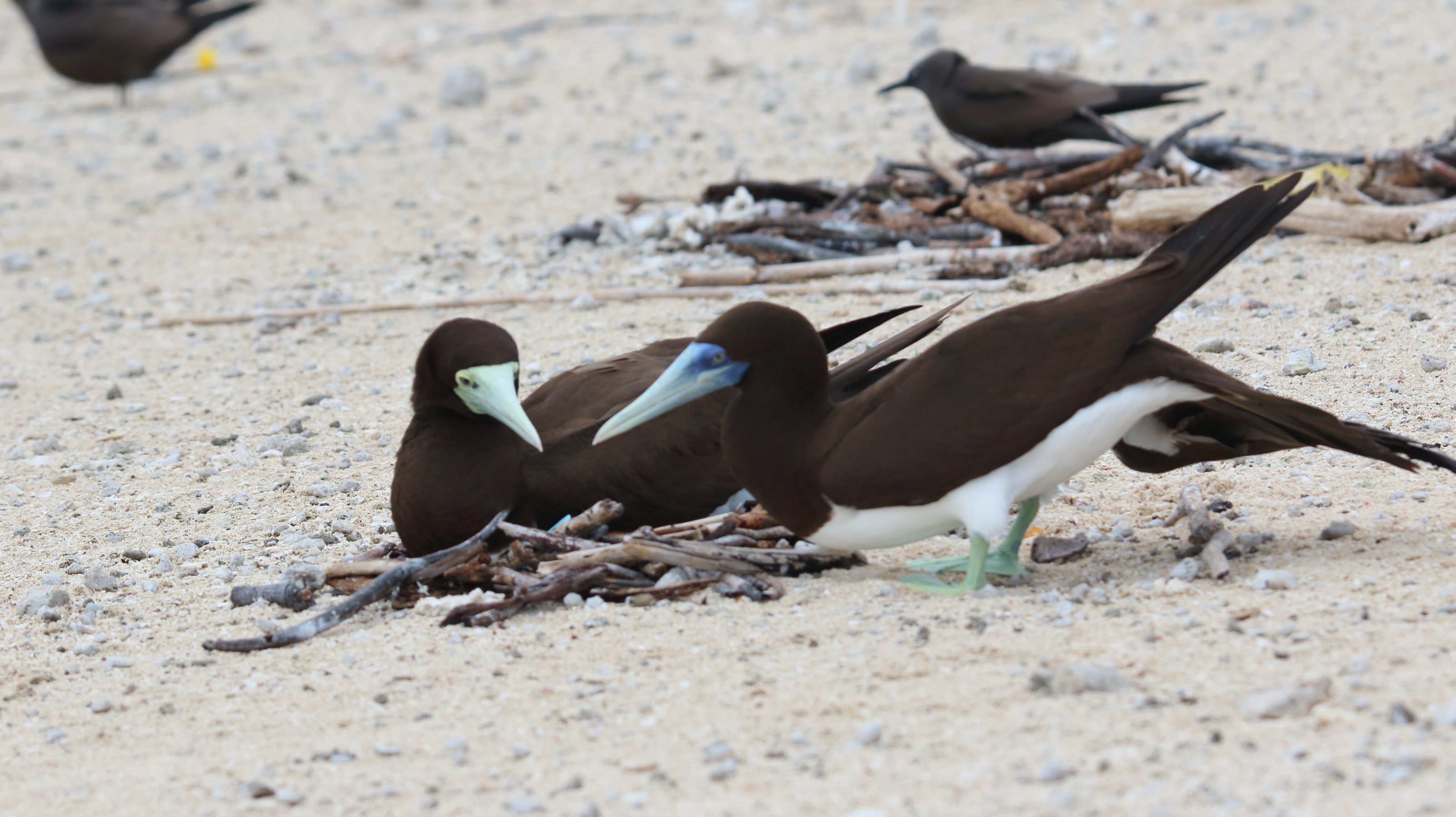
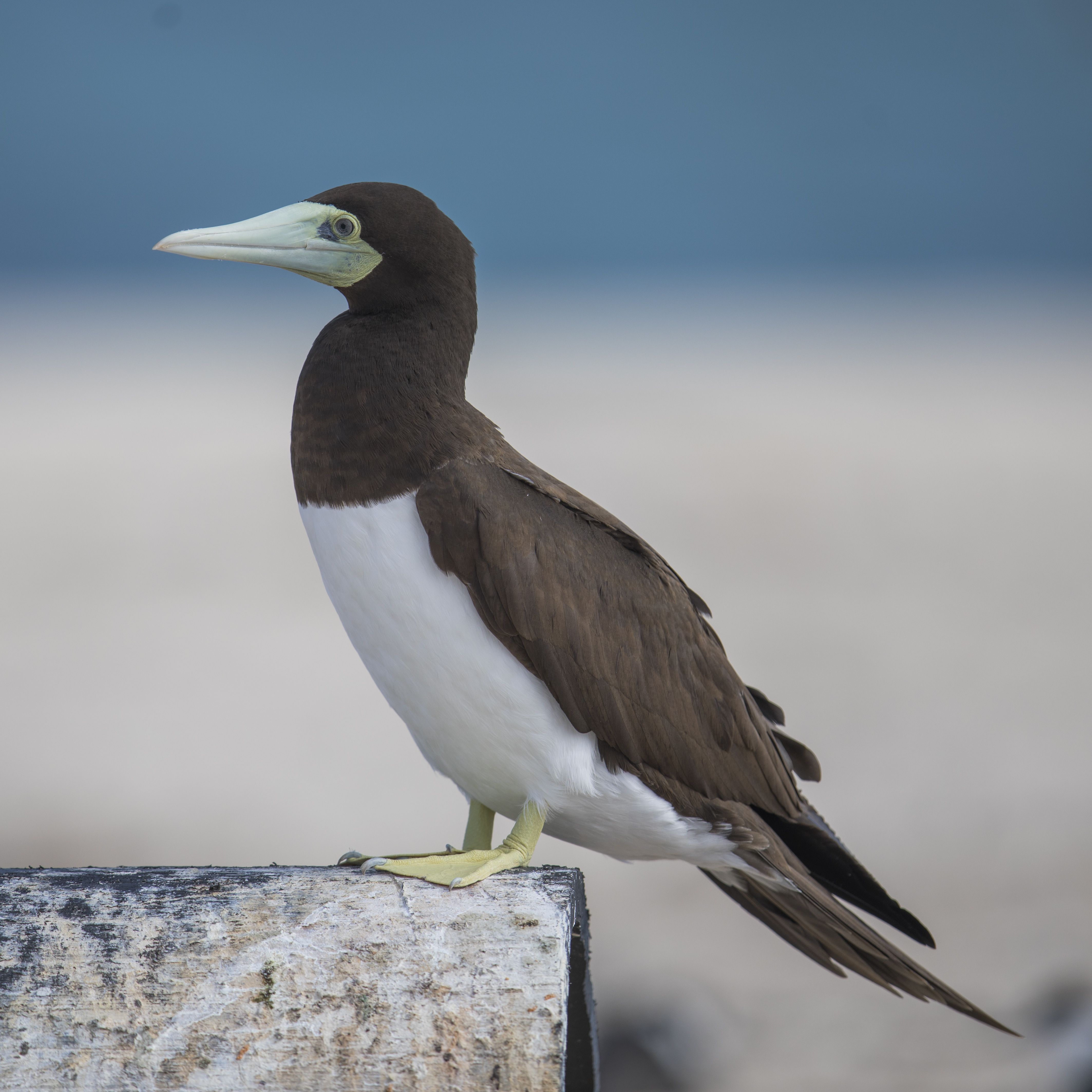
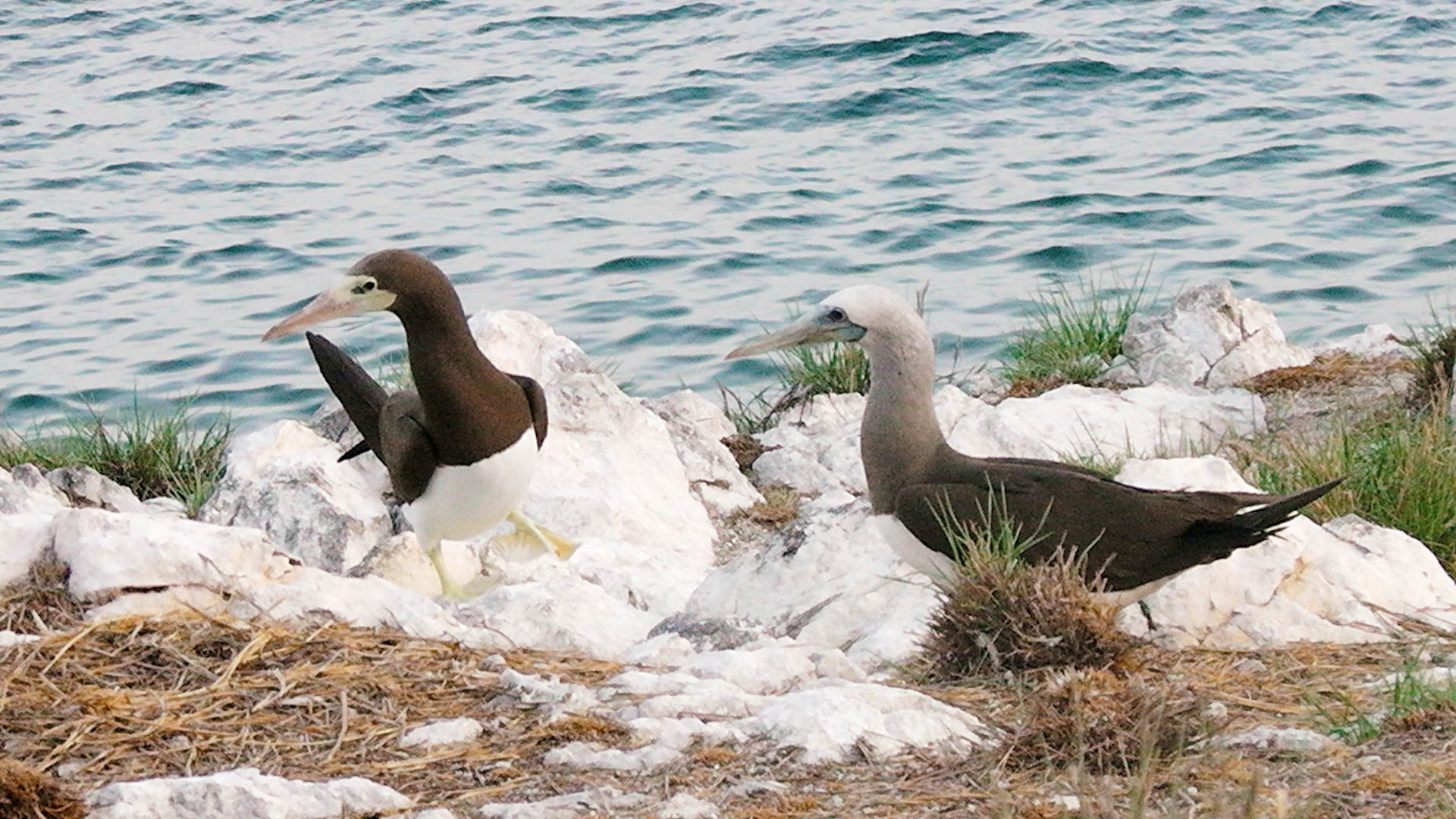
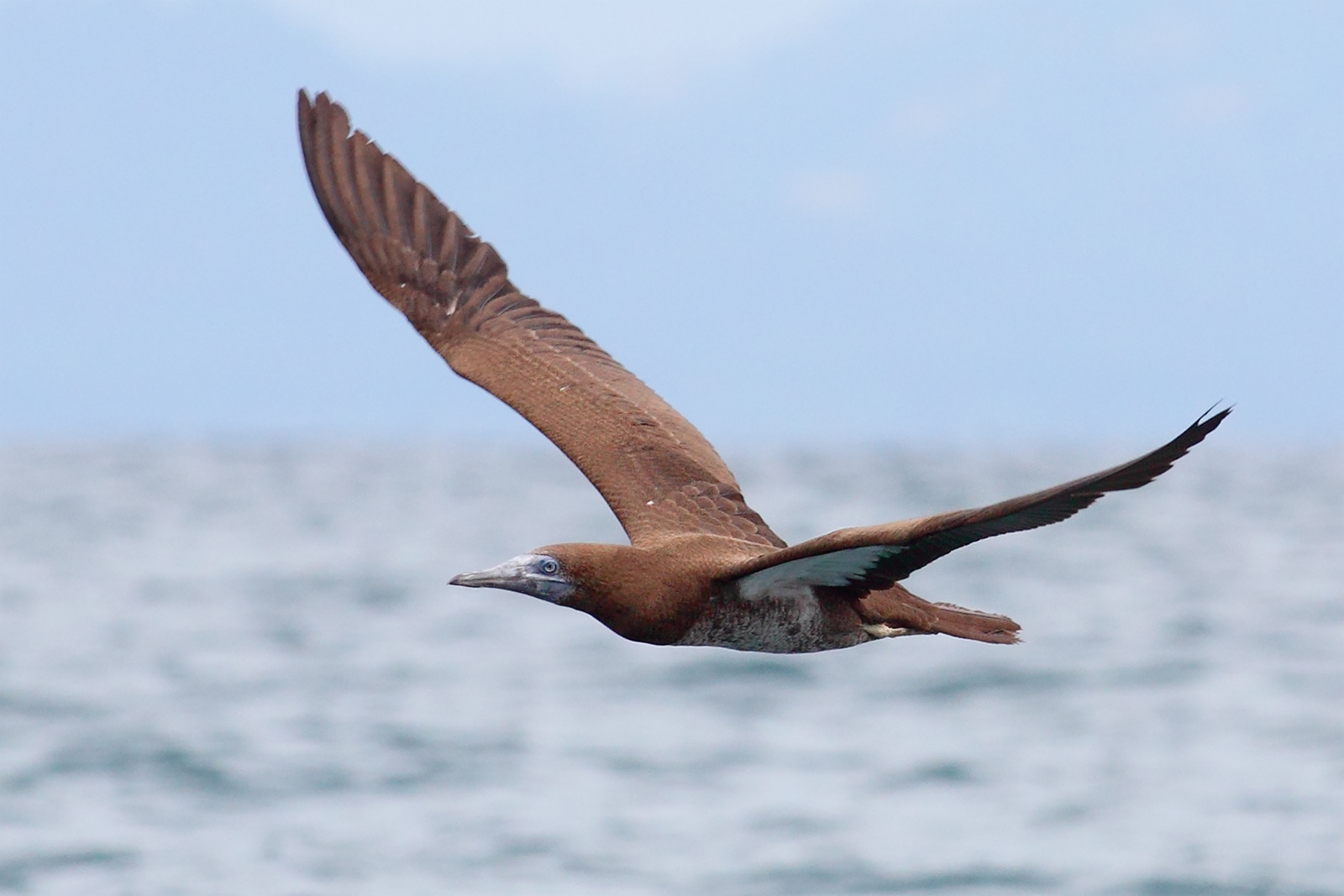
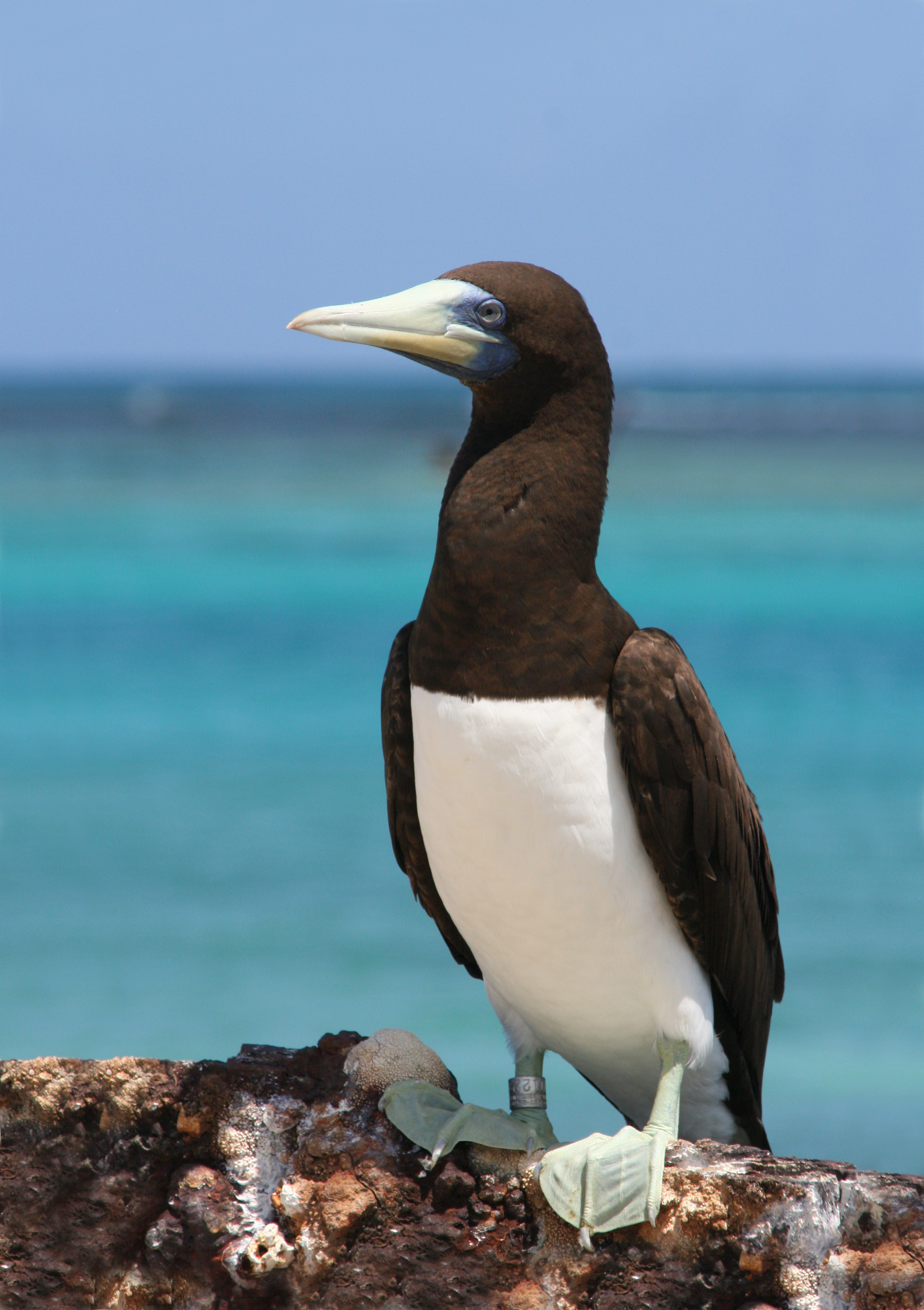
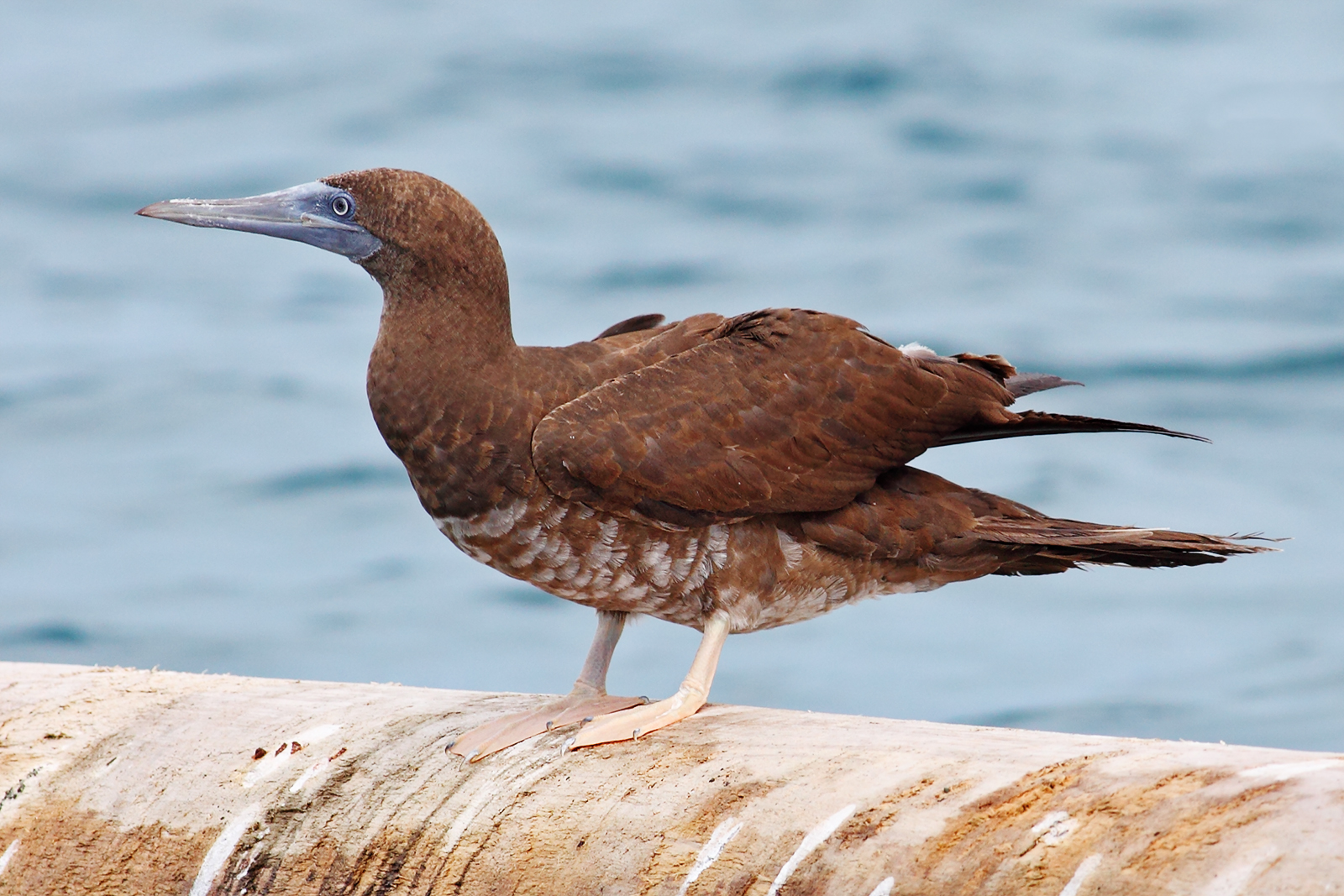